# 茂野洸気
茂野 洸気（しげの こうき、1989年3月14日 - ）は、ラグビーユニオンの元選手で、指導者、レフリー。

## 略歴
岬ラグビースポーツ少年団（大阪府）出身。
2006年、U19日本代表スコッドに選ばれた。
2007年、江の川高校卒業後、拓殖大学に入学する。
2010年、拓殖大学ラグビー部の主将に就任した。
2011年、拓殖大学卒業後、NTTドコモレッドハリケーンズ(現・NTTドコモレッドハリケーンズ大阪)に加入。同年11月20日に行われたジャパンラグビートップリーグ第4節のトヨタ自動車ヴェルブリッツ戦に途中出場で公式戦初出場を果たす。
2025年5月、レッドハリケーンズ大阪を退団し、選手引退した。